# Battlelore

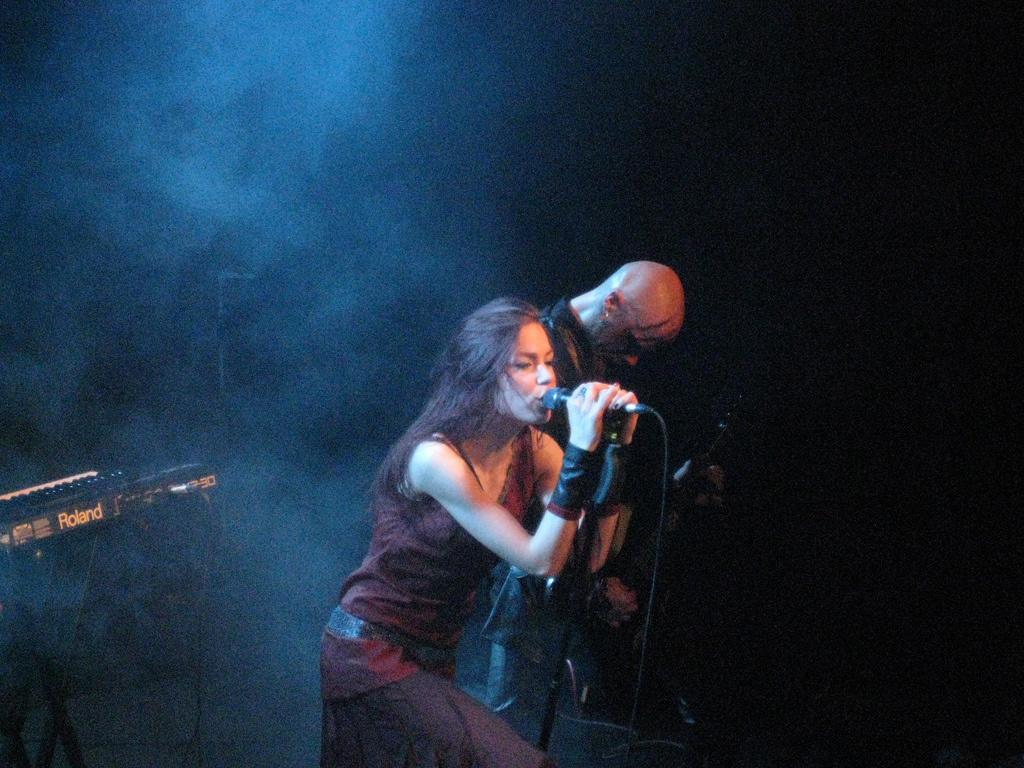
Battlelore tijdens een liveoptreden in Nosturi, juni 2008

Battlelore is een epische fantasy-metalband uit Finland. Hun muziek bevat elementen van gothic metal, deathmetal en folkmetal. Tevens is er in sommige nummers industrial verwerkt. 
De teksten van de band zijn voornamelijk gebaseerd op de verhalen van J.R.R. Tolkiens Midden-aarde. Zo komen verschillende gebeurtenissen en personages van de boeken aan bod. Andere onderwerpen zijn o.a geschiedenis van Scandinavië.

## Bezetting
- Kaisa Jouhki - vocalen
- Tomi Mykkänen - vocalen
- Jussi Rautio - gitaar
- Jyri Vahvanen - gitaar
- Maria - keyboards en fluit
- Timo Honkanen - bas
- Henri Vahvanen - drum

## Discografie

### Albums
- ...Where the Shadows Lie  (2002, Napalm Records)
- Sword’s Song  (2003, Napalm Records)
- Third Age of the Sun  (2005, Napalm Records)
- Evernight  (2007, Napalm Records)
- The Last Alliance  (2008, Napalm Records)
- Doombound  (2011, Napalm Records)
- The Return of the Shadow  (2022, Napalm Records)